# José María Merino
José María Merino (La Coruña, 5 de marzo de 1941) es un narrador, poeta, ensayista español, y académico de la Real Academia Española.

## Biografía
El padre de José María Merino era miembro de la Federación Universitaria Escolar y por sus ideas republicanas tuvo que abandonar León para refugiarse en Galicia, donde nació José María. Tras la guerra, la familia se instaló de nuevo en León, donde el padre de Merino (abogado de profesión) abrió un bufete y una gestoría. 
Los primeros libros que manejó de niño y que le despertaron la curiosidad  y el amor por la literatura fueron los diccionarios y  novelas que había en la casa familiar.
Tras la niñez y  adolescencia en León, realizó  en Madrid los  estudios universitarios de Derecho. Su actividad laboral se desarrollará en el Ministerio de Educación. Colaboró en proyectos de  Unesco en Hispanoamérica.[cita requerida]
En 1972, publica su primer libro: el poemario Sitio de Tarifa; su primera novela data de 1976: Novela de Andrés Choz. Entre 1987 y 1989, dirige el Centro de las Letras Españolas del Ministerio de Cultura y a partir de 1996 se dedicará en exclusiva a la literatura.[cita requerida]
Está casado con María del Carmen Norverto Laborda, Catedrática de Contabilidad y Economía Financiera de la Universidad Complutense. Es padre de María, profesora de Derecho Constitucional en la Universidad Rey Juan Carlos de Madrid y de  Ana Merino, poeta, dramaturga, novelista  y full professor en la Universidad de Iowa.También es hermano de la poetisa Margarita Merino.
Es patrono de honor de la Fundación de la Lengua Española. Fue presidente honorífico de La Fundación del Libro Infantil y Juvenil Leer León y fue elegido académico de la Real Academia Española en marzo de 2008, en sustitución de Claudio Guillén, ocupando el sillón m. En el año 2009 fue nombrado Hijo Adoptivo de León. En 2005, el Ministerio de Cultura de Dinamarca lo nombró «Embajador de Hans Christian Andersen».[cita requerida] Es académico correspondiente de la Academia Panameña de la Lengua y de la Academia Norteamericana de la Lengua Española.[cita requerida] En 2014, fue nombrado Doctor "Honoris causa" por la Universidad de León.[cita requerida] En 2015, recibió la Medalla de Honor de la Asociación de Licenciados y Doctores Españoles en los Estados Unidos (ALDEEU). En 2018, fue nombrado Doctor "Honoris Causa" por Saint Louis University, Madrid Campus.[cita requerida] Perteneció al patronato de la extinta Fundación Alexander Pushkin.[cita requerida]
En 2022 se publicó un libro colectivo en homenaje a Merino y Luis Mateo Díez en el que sesenta y cinco autores de Argentina, Chile, Costa Rica, Cuba, Ecuador, España, México, Perú y Venezuela aportaron otros tantos microrrelatos, muchos de ellos inéditos, inspirados en el mundo creativo de Merino y Díez. Se tituló Minicuentos y fulgores. Homenaje a Luis Mateo Díez y José María Merino (Eolas, 2022) y fue coordinado por las profesoras Natalia Álvarez Méndez y Ángeles Encinar.

## Obra literaria
Pese a sus inicios poéticos, José Mª Merino ha cultivado principalmente la prosa: libros y artículos de viajes, ensayos literarios,crítica, novelas, novelas juveniles y cuentos. También es conferenciante y narrador oral: junto a los también leoneses Luis Mateo Díez y Juan Pedro Aparicio ha recuperado la costumbre del filandón (reuniones nocturnas en las que se contaban cuentos y leyendas mientras se hilaba o se hacían otros trabajos), típica de León, aunque modernizada mediante la lectura de cuentos brevísimos de los propios autores.

### Novelas
- 2022: La novela posible. Editorial Alfaguara[7]
- 2016: Musa Décima. Editorial Alfaguara
- 2012: El río del Edén. Editorial Alfaguara.
- 2009: La sima. Editorial Seix Barral.
- 2003: El heredero. Editorial Alfaguara. Reedición crítica de Fernando Valls. Clásicos Castalia, Siglo XX. 2011.
- 2000: Los invisibles. Editorial Espasa. Reedición crítica de Santos Alonso, Editorial Cátedra, Letras populares, 2012.
- 1996: Las visiones de Lucrecia. Editorial Alfaguara. Reedición 2008.
- 1991: El centro del aire. Editorial Alfaguara. Reedición 2008.
- 1985: La orilla oscura. Editorial Alfaguara. Reedición crítica de Ángeles Encinar. Ed. Cátedra, Letras Hispánicas, 2011.
- 1981: El caldero de oro. Editorial Alfaguara.
- 1976: Novela de Andrés Choz. Editorial Novelas y Cuentos .

#### Novelas infantiles y juveniles
- 2023: En el país de Lindabrina y Ratón Pérez. Editorial Siruela.
- 2022: " Aventuras en el cuaderno de hojas blancas ". Rimpego Editorial.
- 2014: Las mascotas del mundo transparente (ilustraciones de Júlia Sardà). Editorial Nocturna.
- 1998: Adiós al cuaderno de hojas blancas. Editorial Anaya.
- 1997: Regreso al cuaderno de hojas blancas. Editorial Anaya.
- 1996: El cuaderno de hojas blancas. Editorial Anaya.
- 1993: Los trenes del verano - No soy un libro. Editorial Siruela.
- 1989: Las lágrimas del sol. Editorial Alfaguara.
- 1987: La tierra del tiempo perdido. Editorial Alfaguara.
- 1986: El oro de los sueños. Editorial Alfaguara.

#### Ciclos de novelas
Tras publicarlas por separado, José María Merino ha reunido algunas de sus novelas en trilogías.
- 2023 "Las crónicas mestizas" Rimpego Editorial. Trilogía de ambientación americana, compuesta por: El oro de los sueños, La tierra del tiempo perdido y Las lágrimas del sol.
- 2015  Novelas de la historia. Trilogía compuesta por Las visiones de Lucrecia, El heredero y La sima. Editorial Alfaguara
- 2000: Novelas del mito.  Trilogía compuesta por El caldero de oro, La orilla oscura y El centro del aire. Editorial Alfaguara
- 1992: Las crónicas mestizas. Trilogía de ambientación americana, compuesta por: El oro de los sueños, La tierra del tiempo perdido y Las lágrimas del sol.

### Novelas cortas
- 2020: Dobles. M.A.R. Editor
- 2010: Las antiparras del poeta burlón. Editorial Siruela.
- 2006: El lugar sin culpa. Editorial Alfaguara.
- 1999: Cuatro nocturnos. Editorial Alfaguara.

### Ensayos
- 2024: "La belleza de los cuentos". EOLAS Ediciones
- 2023: "Microrrelatos en La Magdalena" (JMMerino y VV.AA)  EOLAS Ediciones
- 2017: Fulgores de ficción. Palabras,miradas, lecturas. Edición de Ana Merino. Ediciones de la Universidad de Valladolid.

- 2014: Ficción perpetua. Menoscuarto.
- 2010: Diez jornadas en la isla en La biblioteca del náufrago IV. Libro colectivo con textos de Gonzalo Calcedo, Óscar Esquivias, Pilar Mateos, José María Merino y Luis Javier Moreno. Junta de Castilla y León.[8]
- 2004: Ficción continua. Seix Barral.
- 1998: Silva Leonesa. Breviarios de la Calle del Pez.

### Cuentos
- 2025: " Yo y yo en breve ". Editorial Alfaguara
- 2023: " El cuento perdido ". M.A.R. editor
- 2021: Noticias del Antropoceno. Editorial Alfaguara
- 2020: Dobles. M.A.R. Editor.
- 2019: "A través de El Quijote". Editorial Reino de Cordelia
- 2017: Aventuras e invenciones del profesor Souto. Edición de Ángeles Encinar. Editorial Páginas de Espuma.
- 2014: La trama oculta. Cuentos de los dos lados con una silva mínima. Editorial Páginas de Espuma.
- 2011: El libro de las horas contadas. Editorial Alfaguara.
- 2008: Las puertas de lo posible: cuentos de pasado mañana. Editorial Páginas de Espuma.
- 2007: Cuentos del reino secreto. Editorial Alfaguara (edición revisada).
- 2007: La glorieta de los fugitivos. Editorial Páginas de Espuma.
- 2004: Cuentos de los días raros. Editorial Alfaguara.
- 1994: Cuentos del Barrio del Refugio. Editorial Alfaguara.
- 1990: El viajero perdido. Editorial Alfaguara.
- 1982: Cuentos del reino secreto. Editorial Alfaguara.

#### Cuentos en obras colectivas (selección)
- 2016: Nocturnario. 101 imágenes y 101 escrituras. Ilustraciones de Ángel Olgoso y textos de VV.AA. Editorial Nazarí.
- 2014: Mañana todavía. Doce distopías para el siglo XXI. Editor: Ricard Ruiz Garzón. Autores: Juan Miguel Aguilera, Elia Barceló, Emilio Bueso, Laura Gallego, Rodolfo Martínez, José María Merino, Rosa Montero, Juan Jacinto Muñoz Rengel, Javier Negrete, Félix J. Palma, Marc Pastor y Susana Vallejo. Fantascy: 20
- 2014: Historia y antología de la Ciencia Ficción española. Edición de Julián Díez y Fernando Ángel Moreno. Ed. Cátedra.
- 2012: Steampunk: antología retrofuturista. Selección de textos y antólogo: Félix J. Palma. Relatos de Óscar Esquivias, Fernando Marías, José María Merino, Juan Jacinto Muñoz Rengel, Andrés Neuman, Fernando Royuela, Luis Manuel Ruiz, Care Santos, José Carlos Somoza, Ignacio del Valle, Pilar Vera y Marian Womack. Ed. Fábulas de Albión, 2012.
- 2009: Perturbaciones. Antología del relato fantástico español actual. Edición y prólogo de Juan Jacinto Muñoz Rengel. Ed. Salto de Página.
- 2009: Cuentos breves para leer en la cama. VV.AA.  Punto de lectura.

### Microrrelatos
Comenzó a escribir microrrelatos por encargo de Antonio Fernández Ferrer, quien preparaba un libro colectivo sobre el género que se tituló La mano de la hormiga (Alcalá de Henares: Servicio de Publicaciones de la Universidad, 1990).
- 2011: El libro de las horas contadas. Editorial Alfaguara.
- 2007: La glorieta de los fugitivos: minificción completa. Editorial Páginas de Espuma .
- 2005: Cuentos del libro de la noche. Editorial Alfaguara.
- 2002: Días imaginarios. Editorial Seix Barral.

#### Recopilaciones y antologías de cuentos y poemas propios
- 2018: Cuentos de la naturaleza. Edición de Natalia Álvarez Méndez. Eolas Ediciones.
- 2013: Antología de cuentos. Edición de José Manuel del Pino. Editorial Iberoamericana.
- 2012: La realidad quebradiza. (Introducción y entrevista por Juan Jacinto Muñoz Rengel). Editorial Páginas de Espuma.
- 2010: Historias del otro lugar. Cuentos reunidos, 1982-2004. Editorial Alfaguara.
- 2009: José María Merino. Antología y voz. Editorial El búho viajero.
- 2005: El anillo judío y otros cuentos (Introducción de José Luis Puerto). Castilla Ediciones.
- 2000: Cuentos (Edición de Santos Alonso). Editorial Castalia.
- 1999: La casa de los dos portales y otros cuentos (Introducción y notas de Ignacio Soldevila). Editorial Octaedro.
- 1997: Cincuenta cuentos y una fábula. Obra breve 1982-1997. Editorial Alfaguara.

### Obra poética
Merino se dio a conocer antes como poeta que como narrador. Éste es el catálogo de sus poemarios:
- 2006: Cumpleaños lejos de casa. Obra poética completa. Utiliza en esta recopilación el título de uno de sus poemarios, publicado en 1973. Barcelona: Seix Barral. ISBN (13): 978-84-322-0895-9.
- 1984: Mírame Medusa y otros poemas. Madrid: Ayuso. ISBN (13): 978-84-336-0229-9.
- 1975: Parnasillo provincial de poetas apócrifos. En colaboración con Agustín Delgado y Luis Mateo Díez. Segunda edición (Madrid,1988, Endymion) ISBN 84-7731-022-X. Contiene también texto narrativo.
- 1973: Cumpleaños lejos de casa. Reeditado varias veces.
- 1972: Sitio de Tarifa. Fue el primer libro publicado por Merino.

### Memorias
- 2006: Tres semanas de mal dormir. Editorial Seix Barral.
- 1998: Intramuros. Edilesa, León. Reeditado en 2004 en la Nueva Biblioteca Didáctica, Editorial Anaya.

### Antólogo
- ((2017)): "Relatos españoles del siglo XX". Santillana /Loqueleo
- 2010: Leyendas españolas de todos los tiempos (Una memoria soñada). Editorial Siruela.
- 1998: Cien años de cuentos (1898-1998). Antología del cuento español en castellano. Editorial Alfaguara.

### Adaptaciones de textos ajenos
- 2016: Calila y Dimna. Páginas de Espuma.
- 2014: Historia verdadera de Jasón y los argonautas. Phantasia. La Página ediciones.
- 2012: Los naufragios de Álvar Núñez Cabeza de Vaca. Castalia, Col. Odres Nuevos.

### Otros
- 2019: A través del Quijote. Reino de Cordelia
- 1992: No soy un libro. Siruela

### En coautoría
- Más de 555 millones podemos leer este libro sin traducción. Con Álex Grijelmo. 2019. VV.AA. Taurus
- Vivir a pulso. Diez relatos de superación y vida. (VV.AA.) 2017. Alfaguara/Clínica Universidad de Navarra
- Cuentos del gallo de oro, 2008, cuentos, con Juan Pedro Aparicio y Luis Mateo Diez.
- Palabras en la nieve: un filandón, 2007, minicuentos, con Juan Pedro Aparicio y Luis Mateo Diez.
- Del cuento literario, 2007, con Juan Pedro Aparicio.
- Los narradores cautivos, 1999, con Jesús F. Martínez y Antonio Martínez Menchén, Ed. Alfaguara, Serie Roja.
- Cuentos de la calle de la Rúa, 1997, cuentos, con Juan Pedro Aparicio y Luis Mateo Diez
- Sabino Ordás: Las cenizas del fénix, 1985, colección de artículos periodísticos, con Juan Pedro Aparicio y Luis Mateo Diez
- Los caminos del Esla, 1980, libro de viajes, con Juan Pedro Aparicio.

## Premios

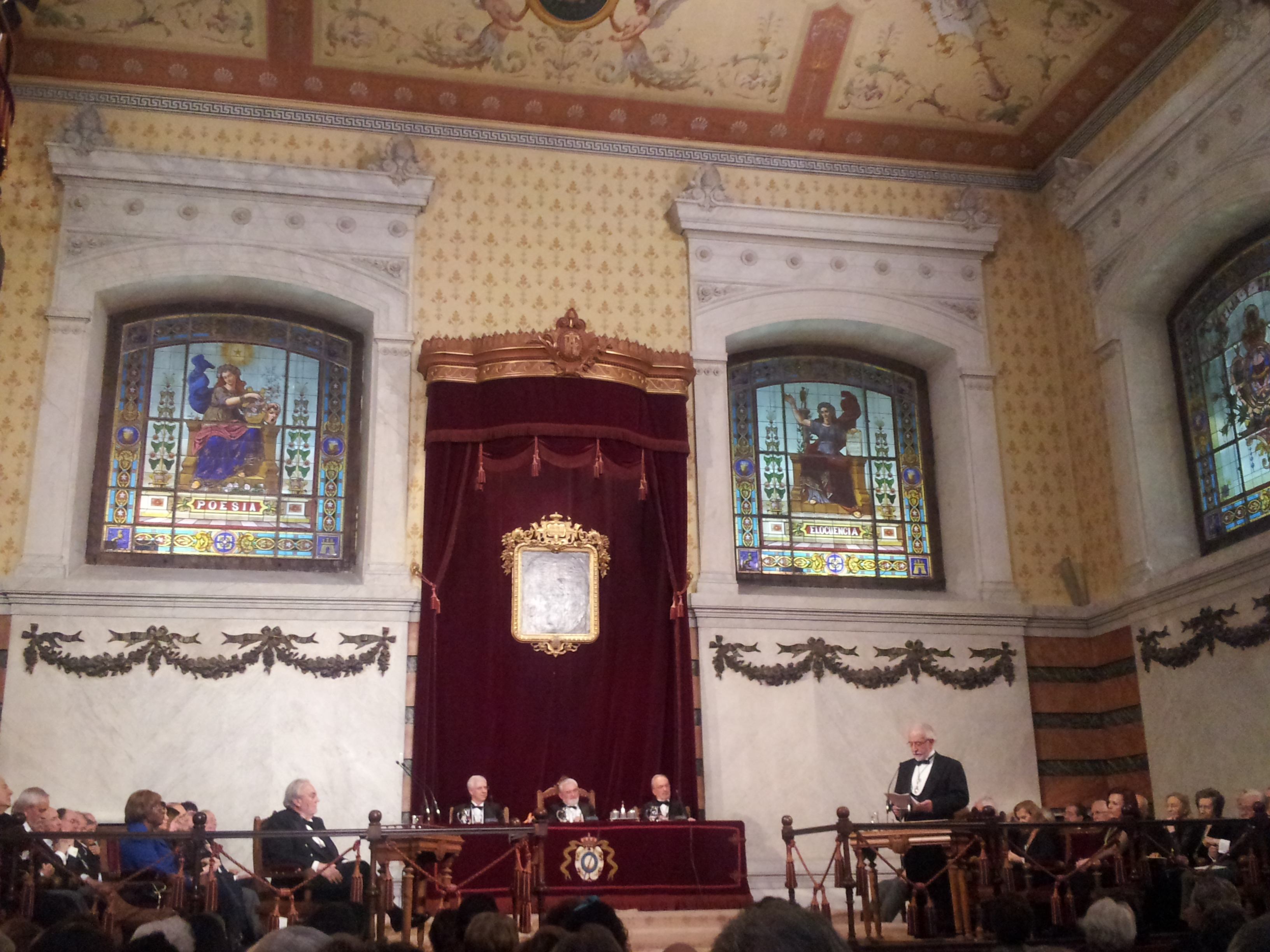
José María Merino contesta al discurso leído por Manuel Gutiérrez Aragón en su recepción pública de ingreso en la Real Academia Española

- 2021: Premio Nacional de las Letras Españolas
- 2021: Premio CEDRO 2021 por su defensa de la cultura y los derechos de autor.
- 2013:  
  - Premio Nacional de Narrativa por El río del Edén.
  - Premio de la Crítica de Castilla y León por El río del Edén.[10]
- 2009: Premio Fundación Germán Sánchez Ruipérez.
- 2008: Premio Castilla y León de las Letras.
- 2007: Premio Salambó por La glorieta de los fugitivos.
- 2006: Premio Torrente Ballester por El lugar sin culpa.
- 2004. Premio Ramón Gómez de la Serna por El heredero.
- 2002: VII Premio NH de relatos por Días imaginarios.
- 1996: Premio Miguel Delibes por Las visiones de Lucrecia.
- 1993: Premio Nacional de literatura infantil y juvenil por Los trenes del verano -No soy un libro-.
- 1986: Premio Nacional de la Crítica por La orilla oscura.
- 1976: Premio Novelas y Cuentos por Novela de Andrés Choz.

| Predecesor: Antonio Colinas y Olegario González de Cardedal (ex aequo) | Premio de la Crítica de Castilla y León 2013 | Sucesor: José Antonio Abella |